# Świelubie (województwo zachodniopomorskie)
Świelubie (niem. Zwilipp, także Zwilip, Zwielipp) – wieś sołecka w Polsce położona w województwie zachodniopomorskim, w powiecie kołobrzeskim, w gminie Dygowo.
Według danych z 1 stycznia 2011 r. wieś miała 140 mieszkańców.

## Historia
W 1159 roku Świelubie jest wymienione jako wieś, która wcześniej, bo już przed 1156 rokiem, weszła w skład własności ziemskiej premonstratensów z Grobia koło Uznamia. Natomiast treść dokumentu biskupa kamieńskiego Hermanna von Gleichena (1251-1289), informującego o patronacie klasztoru benedyktynek w Altstadt – dzisiejszym Budzistowie koło Kołobrzegu – nad kościołem w Świelubiu, pozwala na wnioskowanie o istnieniu świątyni w tej miejscowości już w 1278 roku. W 1337 roku, mieszczanin koszaliński Konrad Wilk kupił od Piotra Święcy wioskę Świelubie. Właścicielem wsi był także patrycjuszowski ród Vosów.

## Zabytki
- kościół w Świelubiu (: A-1067 z 25.03.1964)[4] – istnienie świątyni datuje się już na 1278 rok. Zachowane zostało imię proboszcza kościoła i parafii w latach 1417-1425 – był nim ksiądz Henning Gruttemaker. Obecny kościół pw. św. Jana Ewangelisty (filialny parafii w Dygowie) zawiera w sobie partie pierwszej, murowanej świątyni w Świelubiu. Przyjmuje się jednak, że mury obecnej świątyni wzniesiono głównie w XV/XVI wieku. Świątynia jest orientowana, jednonawowa, z niewyodrębnionym prezbiterium, zakończonym trójbocznie. Od strony zachodniej wznosi się wieża, murowana z kamienia i cegły, lecz w przeważającej części, zwłaszcza u podstawy, z kamienia. Wieża jest najstarszą częścią tego obiektu sakralnego[5]. W 1989 roku świątynia mocno ucierpiała na skutek pożaru. Pożar strawił wnętrze kościoła, a także korpus wieżowy, który nie został już jednak odbudowany do wysokości trzech kondygnacji sprzed pożaru.

inne
- stodoła ryglowa z 2 poł. XIX w.
- grodzisko nizinne z X w. w kształcie nieregularnego owalu, położone w dolinie Parsęty nad prawym brzegiem rzeki, wymiary grodziska 50x80m, wysokość 3m
- cmentarzysko kurhanowe z IX w. z ciekawymi zabytkami skandynawskimi leżące na zachód od drogi prowadzącej z Bard do Pobłocia.

Badania archeologiczne wykazały istnienie cmentarzyska kurhanowego datowanego na IX wiek. Cmentarzysko należało do mieszkańców grodu, typowej wspólnoty terytorialnej, w pobliskich Bardach. Prace archeologiczne pozwoliły na odkrycie zróżnicowanych pod względem wyposażenia grobów całopalnych, zawierających m.in. dirhemy arabskie oraz ozdoby skandynawskie.